# 5-HT1A-рецептор
5-HT1A-рецептор — подтип серотониновых рецепторов подсемейства 5-HT1-рецепторов. Эндогенным лигандом-агонистом для них является моноаминовый нейромедиатор серотонин (5-гидрокситриптамин, 5-HT). Рецепторы этого подтипа относятся к семейству трансмембранных метаботропных G-белок-связанных рецепторов и связаны с гетеротримерным ингибиторным G-белком, так называемым Gi / Go. Этот подтип рецепторов опосредует тормозящую нейротрансмиссию. Ген, кодирующий белок этого рецептора у человека, обозначается HTR1A.

## Структура 5-HT1A-рецептора
Серотониновый рецептор подтипа 5-HT1A является белком (вернее гликопротеином), состоящим у человека из 422 аминокислот (молекулярная масса 46107 дальтон). Подобно другим G-белок-связанным рецепторам, он имеет семь трансмембранных доменов и семь α-спиральных доменов, среди которых находится и активный сайт рецептора — место связывания с лигандами, такими, как серотонин. Обращённая к синапсу сторона имеет небольшой отрицательный электростатический заряд (что способствует электростатическому притяжению положительно заряженных лигандов), а обращённая внутрь клетки сторона имеет небольшой положительный электростатический заряд, способствующий связыванию с отрицательно заряженным сайтом Gi.
Гликозилируется по аспарагину в позициях 10, 11, 24 (Asn10, Asn11, Asn24). Связывается с убиквитином в позиции лизина 334 (Lys334).
Первичная, вторичная и третичная структуры белка 5-HT1A-рецептора проявляют высокую степень аминокислотно-последовательностной и структурной гомологичности с первичной, вторичной и третичной структурами других G-белок-связанных рецепторных белков, в частности родопсина и особенно β₂-адренорецептора. Именно на базе аминокислотной и структурной гомологичности с родопсином были построены первые пространственные модели 5-HT1A-рецептора. Позднее эти пространственные модели были усовершенствованы с использованием в качестве гомологичной модели β₂-адренорецептора, проявляющего более высокую степень аминокислотно-последовательностной, структурной и функциональной гомологичности с 5-HT1A-рецептором.
Белок 5-HT1A-рецептора взаимодействует с липидами мембраны клетки, в частности холестерином и сфинголипидами, приобретая при взаимодействии с холестерином более плотную пространственную конфигурацию и большее сродство к агонистам.
Белок рецептора 5-HT1A подвергается и другим посттрансляционным модификациям, а именно — пальмитированию (ковалентному соединению тиоэфирной связью с остатками пальмитиновой кислоты) в специфических, эволюционно высоко консервативных участках аминокислотной последовательности (что подтверждает важность этого пальмитирования для функционирования 5-HT1A-рецептора) — в области остатков цистеина в позициях 417 и 420, находящихся в проксимальном С-терминальном домене рецептора. Показано, что отсутствие пальмитирования в любом из двух участков — 417 или 420 — значительно понижает функциональную активность 5-HT1A-рецептора, а именно его способность связываться с гетеротримерным G-белком Gi и угнетать активность аденилатциклазы. При отсутствии пальмитирования одновременно в обоих цистеинах — 417 и 420 — способность 5-HT1A-рецептора связываться с α-субъединицей Gi —белком Giα полностью утрачивается. При отсутствии пальмитирования одновременно в обоих цистеинах 417 и 420 также полностью утрачивается и функциональная активность 5-HT1A-рецептора, в частности его способность угнетать стимулированное форсколином повышение аденилатциклазной активности и накопление циклического аденозинмонофосфата (цАМФ) в клетке. Это даёт основания полагать, что пальмитирование цистеиновых остатков в позициях 417 и 420 критически необходимо для обеспечения функциональной активности 5-HT1A-рецептора и его способности связываться с Gi и оказывать влияние на активность аденилатциклазного нисходящего эффекторного пути. Кроме того, зависящая от активации 5-HT1A-рецептора активация ERK-сигнального пути также оказалась нарушенной у мутантного белка, лишённого способности к пальмитированию в цистеиновых остатках 417 и 420. Это заставляет предполагать, что пальмитирование белка 5-HT1A-рецептора в цистеиновых остатках 417 и 420 важно также для обеспечения его способности к передаче сигнала через βγ-субъединицы G-белка (димер Giβγ) и ERK-сигнальный путь, в дополнение к важности этого пальмитирования для обеспечения способности к передаче сигнала через Giα и аденилатциклазный путь.
Также было показано, что пальмитирование белка 5-HT1A-рецептора в области цистеиновых остатков 417 и 420 необходимо для его правильного позиционирования в специфических местах клеточной мембраны, обогащённых холестерином и сфинголипидами — так называемых липидных рафтах. Показано также, что правильное позиционирование 5-HT1A-рецептора именно в этих специфических местах клеточной мембраны, а не в произвольных её местах (и, соответственно, необходимое для этого пальмитирование цистеиновых остатков 417 и 420) важно для правильного функционирования 5-HT1A-рецептора и эффективной передачи им сигнала внутрь клетки.
Два идущих подряд остатка лейцина в позициях 414 и 415 C-терминального конца 5-HT1A-рецептора критически важны для правильного трёхмерного пространственного фолдинга этого гликопротеина, для распознавания им агонистов и для правильного размещения 5-HT1A-рецептора на поверхности тела нейрона и на его дендритах (в то время как 5-HT1B-рецепторы преимущественно находятся на аксонах). Двухточечная мутация с заменой 414 и 415 лейцинов на соответствующие остатки аланина приводит к образованию нефункционального белка, который секвестрируется в эндоплазматическом ретикулуме клетки (то есть не транспортируется к клеточной мембране и не встраивается в неё), не способен распознавать агонисты и имеет резко пониженную степень гликозилирования. В то же время замена пальмитированных цистеинов 417 и 420 на серины приводит к меньшим нарушениям функциональности 5-HT1A-рецептора.
Белок 5-HT1A-рецептора в культуре клеток по-разному гликозилируется в разных типах клеток, что влияет на возможность распознавания его теми или иными антителами при иммуногистохимическом исследовании тканей.
Эволюционно высоко консервативный остаток треонина в 149-й позиции C-терминального конца (внутриклеточная петля i2), являющийся также известным местом фосфорилирования 5-HT1A-рецептора протеинкиназой C играет роль в правильной передаче опосредованного G-белком Gi сигнала. В частности, мутантный белок 5-HT1A-рецептора с заменой треонина в 149-й позиции на аланин (T149A) проявляет резко пониженную способность регулировать уровень внутриклеточного кальция — эффект, опосредуемый βγ-субъединицами G-белка, а также несколько пониженную способность угнетать активность аденилатциклазы и снижать внутриклеточное накопление цАМФ — эффект, опосредуемый α-субъединицей G-белка. Это позволяет предположить, что именно этот участок рецептора ответствен за специфическое взаимодействие с G-белком.
Специфические аминокислотные остатки в трансмембранных доменах 4 и 5 (TM4/TM5) — остаток триптофана в 175-й позиции (Trp175 (4.64)), остаток тирозина в 198-й позиции (Tyr198 (5.41)), идущие подряд два остатка аргинина в 151-й и 152-й позиции (Arg151 (4.40) и Arg152 (4.41)) являются специфическим интерфейсом для димеризации 5-HT1A-рецептора.

### Гетеродимеризация 5-HT1A-рецептора
Рецепторы подтипа 5-HT1A формируют G-белок-связанные гетеродимеры со следующими рецепторами: 5-HT7-рецептор, 5-HT1B, 5-HT1D, ГАМКB2, GPCR26, LPA1, LPA3, S1P1, S1P3.

## Распределение в организме
Рецептор подтипа 5-HT₁A является наиболее распространённым в человеческом организме подтипом серотониновых рецепторов. В центральной нервной системе рецепторы подтипа 5-HT₁A в большом количестве обнаруживаются в коре больших полушарий головного мозга, в гиппокампе, септуме, миндалевидном теле (амигдале) и других структурах лимбической системы, в ядрах шва. Меньшие количества 5-HT₁A-рецепторов обнаруживаются также в базальных ганглиях и в таламусе. Рецепторы подтипа 5-HT₁A в ядрах шва представлены в основном соматодендритными ауторецепторами, в то время как в других областях мозга, таких, как гиппокамп, они в основном представлены постсинаптическими рецепторами.

## Пути передачи внутриклеточного сигнала

### Канонические пути

#### Аденилатциклазный путь

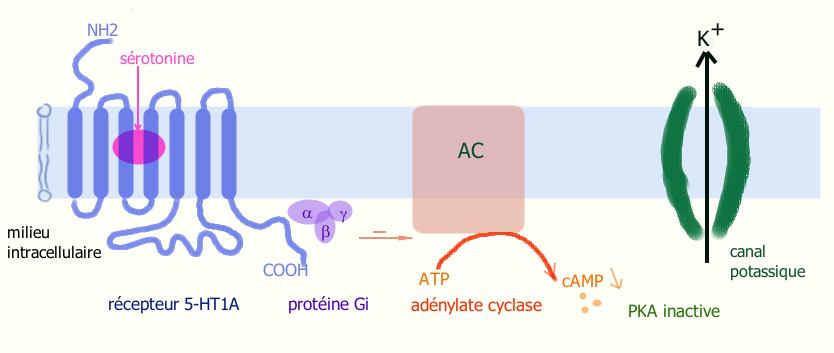
Схематическое изображение серотонинового рецептора подтипа 5-HT₁_{A}, связанного с G_{i}, и процесса взаимодействия с аденилатциклазой и протеинкиназой А

Уже в ранних исследованиях было показано, что 5-HT₁A-рецептор связан с одним из семейства ингибиторных G-белков — Gi / Go. Связывание агониста с рецептором вызывает замену гуанозиндифосфата (ГДФ) на гуанозинтрифосфат (ГТФ) в α-субъединице белка Gi / Go. Это вызывает, соответственно, активацию этой α-субъединицы (её переход в активную форму). А одна из основных функций активной формы Giα / Goα (хотя и не единственная) — это угнетение активности внутриклеточной аденилатциклазы. Угнетение активности аденилатциклазы вызывает снижение образования в клетке циклического АМФ из АТФ. А это вызывает угнетение активности цАМФ-зависимой протеинкиназы — так называемой протеинкиназы A. Эксперименты с мембранами гиппокампальных нейронов млекопитающих показали, что серотонин, а также такие агонисты 5-HT₁A-рецепторов, как 8-OH-DPAT, 5-карбоксамидотриптамин (5-CT), урапидил, буспирон, ипсапирон, способны ингибировать вызванное форсколином увеличение активности аденилатциклазы и соответственно предотвращать накопление циклического АМФ именно благодаря воздействию на 5-HT₁A-рецепторы. Позже этот эффект был также воспроизведён в культурах гиппокампальных и корковых нейронов, а также в других клетках, экспрессирующих 5-HT₁A-рецептор.
В мозгу, однако, лишь активация 5-HT₁A-гетерорецепторов, расположенных на не-серотониновых нейронах, приводит с Giα-связанному ингибированию активности аденилатциклазы и к угнетению образования цАМФ и активности протеинкиназы А. Показано, что 5-HT₁A-ауторецепторы, расположенные на серотониновых нейронах в ядрах шва, не ингибируют аденилатциклазную активность и не связываются с аденилатциклазой. В разных областях мозга 5-HT₁A-рецепторы связаны с разными ингибиторными белками семейства Gi / Go. Например, в дорсальной части ядер шва 5-HT₁A-ауторецепторы на серотониновых нейронах чаще всего связаны с Gi3α, а 5-HT₁A-гетерорецепторы в гиппокампе — с Goα. Кроме того, показано, что способность 5-HT₁A-ауторецепторов ядер шва к десенситизации значительно выше, чем способность 5-HT₁A-гетерорецепторов в лимбической системе к аналогичной десенситизации. Это может отражать различия в их связывании с различными сигнальными G-белками, а также и само по себе может оказывать влияние на различия в их способе передачи внутриклеточного сигнала и на эффективность этой передачи.
Агонисты 5-HT₁A-рецепторов, такие, как 8-OH-DPAT, вызывая понижение активности протеинкиназы А в гиппокампе, вызывают вследствие этого повышение активности протеинфосфатазы 1 (одной из мишеней протеинкиназы А) и снижение активности фосфорилирования кальций/кальмодулин-зависимой протеинкиназы II (CaMKII) — а эта активность повышается при процессах обучения. Показано, что именно этот сигнальный каскад ответствен за наблюдаемые при воздействии 8-OH-DPAT нарушения памяти и обучаемости вследствие активации 5-HT1A-рецепторов. Таким образом, ингибирование аденилатциклазы и активности протеинкиназы А и опосредованное через него ингибирование активности протеин-фосфатазы-1 и кальций/кальмодулин-зависимой протеинкиназы II (CaMKII) может опосредовать поведенческие эффекты активации 5-HT1A-рецепторов.

#### Модуляция активности калиевых каналов и электрической активности клеток
Активация 5-HT₁A-рецепторов также активирует G-белок-связанные калиевые ионные каналы внутреннего выпрямления — так называемые GIRK — причём и в гиппокампе, и в дорсальной части ядер шва. То есть этот эффект активации G-белок-связанных калиевых каналов внутреннего выпрямления (GIRK) — одинаков у 5-HT₁A-ауторецепторов и у 5-HT₁A-гетерорецепторов. Учитывая тот факт, что активация 5-HT₁A-ауторецепторов в ядрах шва не вызывает ингибирования аденилатциклазы, маловероятно, что выраженная активация входящего тока ионов калия в дорсальной части ядер шва, наблюдаемая при воздействии 5-HT₁A-агонистов, является цАМФ-зависимым эффектом. Активация GIRK и соответственно активация входящего тока ионов калия осуществляется другим механизмом — а именно, диссоциировавшими под воздействием активации рецептора из связи с α-субъединицей β- и γ-субъединицами Gi / Go — то есть димером Giβγ / G0βγ. Способность активированных 5-HT₁A-рецепторов вызывать GIRK-индуцированный гиперполяризующий входящий ток ионов калия позволяет 5-HT₁A-рецепторам оказывать сильнейшее тормозящее влияние на электрическую возбудимость нейронов, на их способность к генерации электрических импульсов. Этот физиологический процесс также может иметь прямое отношение к поведенческим эффектам, наблюдаемым при активации 5-HT₁A-рецепторов, в частности к их анксиолитическому, анальгетическому, антидепрессивному эффектам.

#### Фосфолипазный путь
Активация 5-HT₁A-рецепторов также может вызывать активацию фосфолипазы C, которая катализирует образование из фосфатидилинозитол дифосфата (PIP2) двух вторичных мессенджеров — диацилглицерина (DAG) и инозитолтрифосфата (IP3). Далее происходит активация протеинкиназы C. А протеинкиназа C, в свою очередь, фосфорилирует многие белки нисходящего эффекторного каскада.
Помимо этого, в этом каскаде инозитолтрифосфат (IP3) связывается со специфическими IP3-рецепторами, многие из которых являются кальциевыми каналами (например, кальмодулин), что приводит к увеличению концентрации внутриклеточного кальция и активации ряда кальций-зависимых внутриклеточных процессов.

#### Взаимодействие с системой синтазы оксида азота
Активация 5-HT₁A-рецепторов оказывает стимулирующее влияние на активность эндогенной системы оксида азота (II) (моноксида азота, NO) и синтазы оксида азота (белка NOS). Так, например, в культуре клеток вентральной части простаты крысы, так же как и в живом организме крысы, активация 5-HT₁A-рецепторов приводит не только к ожидаемому (и типичному для разных клеточных систем) угнетению активности аденилатциклазы, но и к повышению активности синтазы оксида азота.
Некоторые СИОЗС угнетают активность синтазы оксида азота, в том числе через вызываемую ими десенситизацию 5-HT₁A-рецепторов (понижение их чувствительности к стимуляции). Это может быть одной из причин наблюдаемых при воздействии СИОЗС нарушений сексуальной функции, поскольку активность эндотелиальной формы синтазы оксида азота и вызываемое ею выделение оксида азота (II) критически важны для вазодилатации кровеносных сосудов полового члена, и, соответственно, для акта эрекции.
Вызываемая некоторыми β-адреноблокаторами, такими, как небиволол, вазодилатация также во многом опосредуется через их парциальный агонизм к 5-HT₁A-рецепторам, и соответственно вызываемую ими стимуляцию 5-HT₁A-рецепторов и индукцию синтазы оксида азота, приводящую к повышению биосинтеза оксида азота (II). Этот эффект предотвращается антагонистами 5-HT₁A-рецепторов, такими, как метерголин или NAN-190, или блокаторами синтазы оксида азота, такими, как метиловый эфир N-ω-нитро-L-аргинина (L-NAME), а также теми β-адреноблокаторами, которые обладают, напротив, антагонистической активностью в отношении 5-HT₁A-рецепторов, как, например, пропранолол.
Регуляция циркадного ритма у млекопитающих происходит путём передачи информации об освещённости от специализированных клеток сетчатки в супрахиазматические ядра гипоталамуса (так называемые SCN) по ретиногипоталамическому (оптикохиазмальному) пути с участием глутаматергических нейронов, причём в процессе передачи сигнала важно участие как NMDA-рецепторов, так и не-NMDA глутаматных рецепторов и активация синтазы оксида азота, приводящая к выделению оксида азота (II). А этот процесс, включающий выделение оксида азота (II), как показано, модулируется активностью постсинаптических 5-HT₁A и 5-HT7-рецепторов и пресинаптических 5-HT₁B-гетерорецепторов. Таким образом, вызываемая активацией 5-HT₁A-рецепторов индукция синтазы оксида азота и повышение биосинтеза оксида азота (II) может принимать непосредственное участие в реализации их поведенческих эффектов и, например, частично объяснять наблюдаемую при воздействии антидепрессантов нормализацию нарушенного при депрессиях циркадного ритма.
Система синтазы оксида азота может также принимать участие в опосредованной 5-HT₁A-рецепторами регуляции аппетита и пищевого поведения. В частности, у крыс наблюдаемая при воздействии агониста 5-HT₁A-рецепторов — 8-OH-DPAT стимуляция аппетита и гиперфагия, снимается воздействием блокатора синтазы оксида азота — метилового эфира N-ω-нитро-L-аргинина (L-NAME), однако этот эффект стимуляции аппетита и вызывания гиперфагии при помощи 8-OH-DPAT восстанавливается при введении получившим L-NAME крысам прекурсора оксида азота (II) — L-аргинина.
Однако влияние стимуляции 5-HT₁A-рецепторов на активность синтазы оксида азота и на выделение оксида азота (II) различно в разных типах нейронов. Так, например, в гиппокампальных нейронах взрослой крысы стимуляция 5-HT₁A-рецепторов серотонином или селективным парциальным агонистом 5-HT₁A-рецепторов — буспироном — приводит к угнетению вызванной активацией NMDA-рецепторов активности синтазы оксида азота и к снижению выделения оксида азота (II) и накопления циклического ГМФ, а также к угнетению вызванного активацией NMDA-рецепторов высвобождения арахидоновой кислоты и накопления ионов кальция, причём этот эффект серотонина и буспирона снимается селективным антагонистом 5-HT₁A-рецепторов — NAN-190, но не снимается антагонистом 5-HT2-рецепторов — кетансерином. Предполагается, что этот эффект является одним из механизмов, благодаря которому серотонин и антидепрессанты оказывают нейропротективное влияние на нейроны гиппокампа, защищая их от NMDA-, кальций- и NO-опосредованной эксайтотоксичности.
Эксперименты на мышах показывают, что повышение проницаемости кровеносных сосудов, вызываемое серотонином, как эндогенным медиатором воспаления, также частично опосредуется через вызываемую стимуляцией 5-HT₁A-рецепторов (но в ещё большей мере — стимуляцией 5-HT2-рецепторов) кровеносных сосудов индукцию синтазы оксида азота и выделение оксида азота (II). Этот эффект серотонина на проницаемость кровеносных сосудов сильно блокируется антагонистом 5-HT2-рецепторов — кетансерином и неселективным антагонистом 5-HT₁- и 5-HT2-рецепторов метисергидом, в меньшей степени блокируется селективным антагонистом 5-HT₁A-рецепторов — NAN-190, но не блокируется селективным антагонистом 5-HT3-рецепторов — гранисетроном (что означает вовлечение в реализацию эффекта как 5-HT2, так и 5-HT₁A-рецепторов, но неучастие 5-HT3-рецепторов), и предотвращается блокаторами синтазы оксида азота — L-NAME и метиленовым синим.
Способность серотонина и агонистов 5-HT₁A-рецепторов, таких, как 5-карбоксамидотриптамин (5-CT) или 8-OH-DPAT, расширять кровеносные сосуды почек тоже опосредуется через стимуляцию 5-HT₁A-рецепторов эндотелия сосудов, индукцию синтазы оксида азота и выделение оксида азота (II). Этот эффект блокируется антагонистами 5-HT₁A-рецепторов BMY-7378 и метерголином, а также снимается ингибиторами синтазы оксида азота — L-NAME и метиленовым синим.
Способность серотонина и агониста 5-HT₁A-рецепторов 8-OH-DPAT ингибировать прессорный ответ на симпатическую стимуляцию также опосредуется через индукцию синтазы оксида азота и выделение оксида азота (II) и блокируется ингибитором гуанилатциклазы ODQ и/или ингибитором синтазы оксида азота — L-NAME.
И наоборот, воздействие на систему оксида азота (II) и синтазы оксида азота оказывает влияние на активность 5-HT₁A-рецепторов.

#### Сложности изучения сигнальных каскадов 5-HT₁A-рецептора
Несмотря на то, что связь 5-HT₁A-рецепторов с опосредованными Giα / Goα изменениями активности аденилатциклазы, концентрации внутриклеточного цАМФ и активности протеинкиназы А и с опосредованными Giβγ / Goβγ изменениями активности GIRK и тока ионов калия уже хорошо установлена, функция этих двух «канонических» сигнальных механизмов и их роль в опосредованной 5-HT₁A-рецепторами регуляции активности нейронов всё ещё не изучена достаточно полно. Сложность механизмов внутриклеточной передачи сигнала в нейронах требует комбинированных фармакологических, биохимических и молекулярно-биологических подходов к их изучению для детальной характеристики каждого компонента внутриклеточного сигнального каскада и его роли и места в общей схеме. А это сильно ограничивает возможности изучения этих каскадов in vivo и возможность охарактеризовать их влияние на функции нейронов в их естественной среде, на функцию мозга в целом и на поведение живых организмов как целого. Помимо этого, в работе 5-HT₁A-рецепторов могут играть роль также дополнительные, «неканонические» сигнальные каскады. Среди них в последнее время наибольшее внимание привлекают сигнальные каскады, работа которых традиционно ассоциировалась с активацией рецепторов для факторов роста, и которые также оказались связаны с работой 5-HT₁A-рецепторов.

### Неканонические пути

#### Сигнальный путь MAPK/ERK
Роль MAP-киназ в регуляции роста клеток и в поддержании их жизнеспособности, в противодействии апоптозу разных типов клеток хорошо известна. Более того, хорошо известно, что MAP-киназы являются критически важными в регуляции роста, развития и пластичности также и нейронов центральной нервной системы. Семейство MAP-киназ включает в себя активируемые внеклеточными сигналами киназы 1 и 2 (ERK1 и ERK2, известные также как белки MAP-киназ p42 и p44), MAP-киназу p38 (p38-MAPK) и c-Jun N-терминальную киназу (JNK). Из всего семейства MAP-киназ, активация 5-HT₁A-рецепторов наиболее сильно влияет на активность ERK1 и ERK2. Обычно ERK1/2 активируются тирозинкиназами, связанными с рецепторами факторов роста. Эти рецепторы активируют малую ГТФазу Ras. Белок Ras, в свою очередь, активирует белок RAF1. А уже этот белок фосфорилирует и активирует MAPK/ERK-киназы 1 и 2 (MEK1 и MEK2). А MEK1 и MEK2 — это протеинкиназы, регулирующие активность ERK1 и ERK2. Активация MEK приводит к фосфорилированию ERK. Активация ERK приводит к множественной активации протеинкиназ нисходящего ERK-сигнального пути, таких, как рибосомальная S6 киназа (RSK), и к активации факторов транскрипции белков, таких, как Myc, и белков-активаторов митоза, таких, как потенциальный онкоген ELK1. Фосфорилирование белков нисходящего ERK-сигнального пути в нейронах приводит к множественной активации разнообразных рецепторов и ионных каналов, множественной экспрессии различных генов и к проявлениям нейропластичности. Все эти явления могут иметь внешние поведенческие проявления. Одним из интересных примеров является активация фактора транскрипции CREB — одной из мишеней (субстратов) ERK-киназ — серин/треониновой протеинкиназой RSK. Белок фактора транскрипции CREB хорошо изучен. Изучена его роль в регуляции экспрессии генов и роль изменений в его активности и соответствующих изменений в регулируемой им экспрессии генов в развитии таких патологических состояний, как стресс, тревожные состояния, депрессия. Регуляция активности CREB при помощи ERK-сигнального пути заставляет предполагать, что сигнальный путь ERK может играть важную роль в регуляции настроения, уровня тревожности, уровня стресса. Поведенческие эффекты изменений в активности ERK-сигнального пути исследовались в нескольких лабораториях. Было показано, что ингибиторы MEK вызывают множественные изменения в поведении животных, в зависимости от вида животного вызывая гиперактивное состояние, повышение или снижение уровня тревоги и стресса и поведение, напоминающее проявления депрессии. Также было показано, что ингибиторы MEK блокируют поведенческие эффекты антидепрессантов. Столь большое разнообразие поведенческих эффектов ингибиторов МЕК может быть следствием того, что MEK/ERK-сигнальный путь влияет на активность одновременно множества регуляторных белков и факторов транскрипции, являющихся субстратами ERK-киназ. Для того, чтобы точнее определить поведенческие эффекты, связанные с активацией ERK-сигнального каскада, необходимо продолжение исследований и более точное определение роли каждого из этих белков в регуляции как функции отдельной клетки, так и поведения организма в целом.
Способность 5-HT₁A-рецепторов активировать ERK1/2 при помощи их фосфорилирования была впервые обнаружена в клетках, отличных от нейронов, но также экспрессирующих 5-HT₁A-рецепторы. Это воздействие 5-HT₁A-рецепторов на активность ERK1/2 чувствительно к ингибированию Gi-белков коклюшным токсином. Это заставляет предполагать, что в активации ERK-сигнального пути при стимуляции 5-HT₁A-рецепторов принимает участие G-белок-связанный механизм. Так же, как и при вызванной факторами роста активации ERK, вызванная активацией 5-HT₁A-рецепторов активация ERK опосредуется активацией малых ГТФ-аз Ras и Raf и активацией через них MEK. Этот сигнальный каскад требует кальмодулин-зависимого эндоцитоза рецепторов как промежуточного этапа. Кроме того, активация ERK1/2 при активации 5-HT₁A-рецепторов в ненейронных клетках может также опосредоваться фосфатидилинозитол-3-киназой (PI3K) и фосфатидилхолин-специфичной фосфолипазой С (PLC). Этот эффекторный каскад также является G-белок-зависимым. Однако детали процесса передачи сигнала от G-белок-зависимой фосфатидилинозитол-3-киназы (PI3K) к ERK в результате активации 5-HT₁A-рецепторов ещё до конца не понятны.
Несмотря на то, что в ненейронных клеточных системах активация 5-HT₁A-рецепторов систематически и закономерно приводит к активации сигнального каскада MEK/ERK, эффекты активации 5-HT₁A-рецепторов на активность MEK/ERK каскада и в частности на активность ERK1/2 в клетках нейронального происхождения вариабельны в зависимости от места происхождения и степени дифференцировки нейронов. Так, в частности, в высокодифференцированных HN2-5 клетках, происходящих из гиппокампа, агонисты 5-HT₁A-рецепторов вызывают усиление фосфорилирования ERK1/2 и повышение её активности. Показано, что этот эффект зависит от активности малых ГТФ-аз Ras и Raf, активации MEK и мобилизации внутриклеточного кальция. Однако этот эффект активации 5-HT₁A-рецепторов не обнаруживается в первичной культуре низкодифференцированных гиппокампальных нейронов или в ромбоэнцефалических нейронах эмбриона. Для них активация 5-HT₁A-рецепторов нейтральна в отношении активности ERK1/2 (не влияет на неё никак). А в высокодифференцированных нейрональных клетках из ядер шва активация 5-HT₁A-рецепторов приводит к прямо противоположному эффекту — опосредуемому Gβγ-субъединицей ингибированию активности MEK и снижению фосфорилирования и активности ERK. На то, каким образом отреагирует MEK/ERK-сигнальный каскад на активацию 5-HT₁A-рецепторов, влияют многие факторы. В частности, похоже на то, что для проявления активирующего действия 5-HT₁A-рецепторов на активность ERK необходима высокая плотность 5-HT1A-рецепторов на поверхности клеток (что чаще встречается у зрелых, высокодифференцированных клеток). Однако тип 5-HT₁A-рецепторов (ауторецепторы, как в ядрах шва, или гетерорецепторы, как, например, в гиппокампе), их предпочтительное связывание с тем или иным подтипом Gi / Go ингибиторных белков, и наличие и доступность этих белков в соответствующих клетках также, по-видимому, оказывают влияние на характер ERK-ответа на активацию 5-HT₁A-рецепторов. Хотя факторы, детерминирующие тот или иной тип ERK-ответа на активацию 5-HT₁A-рецепторов ещё до конца не изучены, важным уже достигнутым результатом исследований на сегодняшний день является понимание того, что опосредуемая 5-HT₁A-рецепторами регуляция активности MEK/ERK-сигнального пути высоко селективна и специфична в зависимости от области происхождения нейронов, их возраста, степени дифференцировки. Это особенно важно в свете того, что в мозгу существует огромное количество разнообразных типов нейронов, экспрессирующих 5-HT₁A-рецепторы и огромное количество разных областей с существенно разными физиологическими функциями, содержащих такие нейроны.
В нескольких исследованиях было убедительно показано, что активация MEK/ERK-сигнального пути при активации 5-HT₁A-рецепторов не является универсальной реакцией для любых нейронов мозга. В частности, в ряде исследований было показано, что 5-HT₁A-агонисты быстро, но кратковременно повышают фосфорилирование ERK в гипоталамусе, и что этот эффект, по всей вероятности, является промежуточным этапом в вызываемой 5-HT₁A-агонистами индукции биосинтеза и высвобождения окситоцина, АКТГ и пролактина. В контрасте с этим, 5-HT₁A-агонисты понижают фосфорилирование ERK и активность ERK в гиппокампе. И хотя значение факта этой отрицательной привязки активности ERK к активности 5-HT₁A-рецепторов в гиппокампе точно не известно, но сама по себе ERK известна как критически важный регулятор процессов мышления и памяти и как важный медиатор синаптической пластичности. Вероятно, ингибирование 5-HT₁A-рецепторами активности ERK в гиппокампе может играть роль в опосредуемых 5-HT₁A-рецепторами изменениях синаптической пластичности или в объяснении вызываемых активацией 5-HT₁A-рецепторов нарушений когнитивных функций. Находки, характеризующие регуляцию 5-HT₁A-рецепторами фосфорилирования ERK в других областях мозга, таких, как кора больших полушарий, миндалевидное тело, ядра шва, значительно более противоречивы. Так, например, по некоторым данным, во фронтальной коре 5-HT₁A-агонисты повышают фосфорилирование ERK, а по другим данным, там они не влияют на степень фосфорилирования ERK. В префронтальной коре активация 5-HT₁A-рецепторов или NMDA-рецепторов по отдельности никак не влияет на активность ERK, однако одновременная активация обоих типов рецепторов приводит к снижению фосфорилирования ERK и к понижению её активности. Это заставляет предполагать, что для регуляции активности ERK в нейронах коры больших полушарий критически важно кросс-общение между различными нейромедиаторами, рецепторами и сигнальными механизмами, совместно координирующее эффект. Для более чёткого понимания взаимосвязи между активностью 5-HT₁A-рецепторов и активностью сигнального каскада MEK/ERK в коре больших полушарий нужны более детальные исследования этих связей в различных областях коры и различных типах нейронов коры. По контрасту с исследованиями, которые показали, что в изолированных высокодифференцированных нейронах ядер шва активация 5-HT₁A-рецепторов приводит к снижению активности ERK, показано, что введение 5-HT₁A-агонистов в живой организм приводит к кратковременному увеличению активности ERK в дорсальной части ядер шва — эффект, полностью противоположный наблюдаемому в культуре тех же самых клеток. Кроме того, селективная активация 5-HT₁A-ауторецепторов ядер шва (а их там очень много) может также косвенно, опосредованно влиять на активность MEK/ERK-сигнального пути в мозгу через регуляцию высвобождения серотонина в других областях мозга. Таким образом, регуляция 5-HT₁A-рецепторами активности ERK в мозгу очень сложна и разнообразна и отличается в разных областях мозга и для разных типов нейронов. Для выяснения деталей специфической регуляции 5-HT1A-рецепторами активности ERK в разных областях мозга необходимы дальнейшие эксперименты с локальной активацией 5-HT₁A-рецепторов в тех или иных областях мозга и опыты с трансгенными мышами с пространственными и временными модификациями 5-HT₁A-рецепторов.
Учитывая выраженное влияние 5-HT₁A-рецепторов на регуляцию настроения, уровня тревожности, память и когнитивные функции, и наличие данных, показывающих выраженное регионарно-специфичное и типоспецифичное для разных типов нейронов влияние 5-HT₁A-рецепторов на активность ERK, роль ERK в опосредовании поведенческих эффектов 5-HT₁A-рецепторов и в регуляции активности нейронов заслуживает дальнейшего изучения, так же как и возможный терапевтический потенциал непосредственной фармакологической модуляции активности этого важного регулируемого 5-HT₁A-рецепторами сигнального каскада на более низких уровнях (на уровне тех или иных внутриклеточных звеньев, а не на уровне 5-HT₁A-рецептора).

#### Сигнальный путь PI3K/Akt
Серотониновые рецепторы подтипа 5-HT₁A также способны активировать другой сигнальный путь, обычно активируемый различными факторами роста, так называемый сигнальный путь PI3K / Akt. Когда тирозинкиназные рецепторы активируются факторами роста, они рекрутируют (активируют, фосфорилируя по тирозину) PI3K. Активированная PI3K, в свою очередь, активирует фосфоинозитид-зависимую киназу (PDK). А активированная PDK фосфорилирует и активирует Akt. Белок Akt хорошо известен как регулятор клеточного роста и выживаемости и как фактор, противодействующий апоптозу и способствующий митотической активности. Активация белка Akt ростовыми факторами опосредует вызываемый инсулином рост тканей и повышает устойчивость клеток к про-апоптотическим воздействиям. В центральной нервной системе белок Akt является важнейшим эффекторным белком в сигнальных каскадах, реализующих эффект нейротрофинов и различных нейромедиаторов. Также как и ERK, белок Akt является мультиспецифичной протеинкиназой широкого назначения, которая фосфорилирует множество мишеней-субстратов, в том числе протеинкиназы нисходящего эффекторного сигнального пути PI3K / Akt, различные факторы транскрипции белков и другие регуляторные белки.
Киназа гликоген-синтетазы 3 (GSK3) — это одна из протеинкиназ, которая в основном фосфорилируется и инактивируется белком Akt, но также может фосфорилироваться и инактивироваться несколькими другими протеинкиназами, такими, как протеинкиназа C или протеинкиназа А (цАМФ-зависимая). Киназа гликоген-синтетазы 3 (GSK3) является потенциальной молекулярной мишенью при некоторых психических заболеваниях, прежде всего заболеваниях аффективной сферы. В частности, известно, что нормотимик литий является селективным ингибитором GSK3. Ингибирование GSK3 фармакологическим методом или выведение лишённой GSK3 трансгенной мыши имитирует эффект антидепрессантов и антиманиакальных средств (нормотимиков и антипсихотиков). И наоборот, нарушенная регуляция GSK3 приводит к поведенческим аномалиям у животных, напоминающим состояния мании и депрессии.
Другая интересная группа субстратов фосфорилирования белком Akt — это так называемые транскрипционные факторы Forkhead-box-O (также называемые FoxOs). Активированный в результате действия факторов роста белок Akt фосфорилирует FoxOs и инактивирует их, вызывая их экспорт из ядра клетки в цитоплазму, где они не могут влиять на транскрипцию ДНК. И у беспозвоночных (в частности, насекомых, как фруктовая мушка дрозофила), и у высших животных белки FoxOs также могут подвергаться фосфорилированию и инактивации при воздействии серотонина через 5-HT₁A-рецептор и нисходящий эффекторный PI3K / Akt-зависимый механизм. В частности, показано, что подтип FoxO3a этого белка, распространённый в мозгу, может инактивироваться при воздействии имипрамина и подвергаться даунрегуляции (понижению активности и степени экспрессии) при воздействии ионов лития. Кроме того, трансгенные мыши с дефицитом FoxO проявляют поведение, характерное для мышей, получающих антидепрессанты и/или анксиолитики.
Таким образом, регуляция активности различных белков при помощи сигнального пути PI3K / Akt играет важную роль не только в росте и развитии нейронов и в их устойчивости к апоптозу, но и в поддержании активности нейронов и в регулировании поведенческих реакций, и этот сигнальный путь, по-видимому, тоже является важным для реализации антидепрессивного и анксиолитического эффектов 5-HT₁A-рецепторов.
В клетках, отличных от нейронов, активация гетерологичных 5-HT₁A-рецепторов закономерно повышает фосфорилирование белка Akt и его активность. Подобно регуляции белка ERK, регуляция Akt при помощи 5-HT₁A-рецепторов опосредуется Gi / Go и нисходящими эффекторными каскадами PI3K и Ras. Кроме того, активация Akt при активации 5-HT₁A-рецепторов предотвращается при повышении концентрации циклического АМФ в клетке (например вызванном одновременной активацией каких-то других, стимулирующих, а не ингибирующих аденилатциклазную активность, рецепторов) и соответствующей активации протеинкиназы A. Это влияние накопления цАМФ на активность Akt предотвращается или снимается ингибированием или инактивированием протеинкиназы А. Это заставляет предполагать, что вызываемое активацией 5-HT₁A-рецепторов ингибирование активности аденилатциклазы с соответствующим снижением содержания цАМФ в клетке и активности протеинкиназы A также является одним из механизмов, при помощи которых активация 5-HT₁A-рецепторов повышает активность Akt. Это согласуется с другими данными, которые показывают, что накопление цАМФ в клетке может вызывать дефосфорилирование и инактивацию Akt за счёт активации протеинкиназы A (PKA) и PKA-зависимой активации протеин-фосфатаз, в том числе протеинфосфатазы 1.
Было показано, что агонисты 5-HT₁A-рецепторов закономерно повышают фосфорилирование и активность Akt в нейронах разного происхождения, включая происходящие из гиппокампа HN2-5 нейрональные клетки разной степени дифференцировки и зрелости, первичные низкодифференцированные гиппокампальные нейроны, первичные ромбоэнцефалические нейроны плода. Так же, как и в клетках не-нейронного происхождения, вызываемая активацией 5-HT₁A-рецепторов активация белка Akt является G-белок-зависимым процессом, чувствительным к ингибированию Gi и повышению активности аденилатциклазы коклюшным токсином и к концентрации цАМФ и опосредуемой ею активности протеинкиназы A. Этот процесс активации белка Akt под влиянием активации 5-HT₁A-рецепторов медиируется повышением активности PI3K, а также угнетением активности аденилатциклазы, снижением концентрации циклического АМФ и угнетением активности протеинкиназы А. Таким образом, опосредуемая отчасти PI3K, отчасти «каноническим» аденилатциклазным механизмом регуляция белка Akt и нижележащих звеньев сигнального каскада PI3K / Akt, вероятно, также является одним из важных механизмов, которыми опосредуются поведенческие и физиологические эффекты активации 5-HT₁A-рецепторов.
Прямые доказательства регуляции белка Akt активностью 5-HT₁A-рецепторов в мозге млекопитающих в нормальных физиологических условиях пока не получены. Однако существует немало косвенных доказательств участия 5-HT₁A-рецепторов в регуляции активности белка Akt и в целом сигнального каскада PI3K / Akt. Так, например, введение мыши 5-HT₁A-агониста 8-OH-DPAT значительно повышало фосфорилирование N-терминальных остатков серина у белка GSK3 — а белок GSK3 является одной из основных мишеней-субстратов белка Akt. Этот эффект наблюдался в том числе и в мозге мыши, в нескольких областях. Более того, было показано, что вызванное серотонином повышение фосфорилирования GSK3 опосредуется именно через 5-HT₁A-рецепторы (не через другие типы серотониновых рецепторов) и блокируется антагонистами 5-HT₁A-рецепторов. Кроме того, было показано, что в мозге мыши повышение уровня серотонина (при введении антидепрессантов, лития, L-триптофана) приводит к повышению фосфорилирования и активности белка Akt — эффект, который предотвращался введением в желудочки мозга ингибитора PI3K. Однако ни одно из этих исследований не предоставляет прямых доказательств того, что 5-HT₁A-рецепторы регулируют активность белка Akt в нормальных физиологических условиях в мозге млекопитающих. Также неизвестно, является ли влияние 5-HT₁A-рецепторов на активность белка Akt регионарно-специфичным или типоспецифичным для типа нейронов, как это имеет место с белками ERK. Дополнительные исследования также необходимы и для того, чтобы окончательно определить, какую роль играет регуляция PI3K / Akt сигнального пути 5-HT₁A-рецепторами в общей картине действия 5-HT₁A-рецепторов на нейрональную активность и на поведение животных.
Взятые вместе, все эти данные свидетельствуют о том, что 5-HT₁A-рецепторы сопряжены с активацией не только канонического Gi / Go-опосредованного сигнального каскада, включающего аденилатциклазу, цАМФ и протеинкиназу A, а также G-белок-зависимые каналы ионов калия (GIRK), но и с активацией добавочных сигнальных каскадов, обычно ассоциируемых с факторами роста клеток и с модуляцией нейрональной пластичности, роста и развития клеток и с их устойчивостью к апоптозу — в частности, с активацией ERK-сигнального пути и сигнального пути PI3K / Akt. Для детального изучения того, каким образом работа этих сигнальных каскадов зависит от типа клеток и от регионарной специфичности в разных областях мозга, и каким образом они медиируют разнообразные физиологические и поведенческие аспекты действия 5-HT₁A-рецепторов, требуются дополнительные исследования. Лучшее понимание механизмов передачи сигнала от 5-HT₁A-рецептора внутрь клетки может способствовать обнаружению новых мишеней для лекарств, и в конечном итоге — разработке новых лекарств (в частности, анксиолитиков и антидепрессантов) для лечения патологических состояний, ассоциирующихся с аномальным функционированием 5-HT₁A-рецепторов или их внутриклеточных каскадов (а это такие состояния, как тревожность, депрессия).

## Физиологическая роль

### Эффекты 5-HT1A-рецептора в центральной нервной системе
Рецепторы подтипа 5-HT₁A вовлечены в нейромодуляцию (модуляцию активности центральной нервной системы). В частности, активация этих рецепторов агонистами приводит к снижению артериального давления и урежению частоты сердечных сокращений благодаря центральным механизмам действия, а также благодаря индуцированию периферической вазодилатации и за счёт стимуляции активности блуждающего нерва. Эти эффекты являются результатом активации 5-HT₁A-рецепторов, находящихся в сосудодвигательном (прессорном) центре продолговатого мозга, в его рострально-вентролатеральной части. Симпатолитическое гипотензивное лекарство урапидил является не только антагонистом α₁-адренорецепторов и агонистом α₂-адренорецепторов, но и агонистом 5-HT₁A-рецепторов. И было показано, что его свойства как агониста 5-HT₁A-рецепторов привносят свой вклад в его гипотензивный эффект. Вазодилатация поверхностных сосудов кожи через активацию центральных 5-HT₁A-рецепторов увеличивает теплоотдачу (отдачу тепла) с поверхности тела и тем самым способствует снижению температуры тела.
Активация центральных 5-HT₁A-рецепторов вызывает либо усиление, либо ослабление выделения норадреналина в голубоватом пятне, в зависимости от вида животного — у человека и других приматов ослабление, у крыс и других грызунов — усиление. А нисходящие норадренергические влияния из голубоватого пятна модулируют активность постсинаптических α₂-адренергических рецепторов в глазодвигательных ядрах Эдингера-Вестфаля, а те, в свою очередь, через симпатические волокна глазодвигательных нервов передают команды цилиарным мышцам глаз. Таким образом, стимуляция центральных 5-HT₁A-рецепторов у человека и других приматов приводит к ослаблению норадренергической нейротрансмиссии в глазодвигательных ядрах Эдингера-Вестфаля и к сужению зрачка (миозу), а у крыс и других грызунов — к усилению норадренергической нейротрансмиссии в ядрах Эдингера-Вестфаля и к расширению зрачков (мидриазу).
Агонисты 5-HT₁A-рецепторов, такие, как буспирон и флезиноксан проявляют эффективность в уменьшении симптомов тревоги и депрессии. Буспирон и тандоспирон разрешены к применению для этих целей в разных странах мира. Другие агонисты 5-HT₁A-рецепторов, такие, как гепирон, флезиноксан, флибансерин, или налузотан находятся на различных стадиях разработки и исследования (либо разрабатывались и исследовались в прошлом, но разработка была по тем или иным причинам прекращена), однако на данный момент ни один из них ещё не закончил полный цикл разработки и исследований и не получил разрешения на клиническое применение у человека. Некоторые из атипичных антипсихотиков, такие, как арипипразол также являются парциальными агонистами 5-HT₁A-рецепторов и иногда используются в малых дозах в качестве средств для аугментации (усиления действия, потенцирования) стандартных антидепрессантов, в частности СИОЗС, ТЦА.
Десенситизация 5-HT₁A- пресинаптических ауторецепторов и усиление активности постсинаптических 5-HT₁A-рецепторов в результате вызванного теми или иными механизмами повышения общего содержания серотонина в синапсах мозга (будь то повышение биосинтеза серотонина под влиянием препаратов лития или под влиянием усиленного поступления в организм прекурсоров серотонина — триптофана или 5-гидрокситриптофана, или блокада обратного захвата серотонина при применении СИОЗС, ТЦА, или блокада разрушения серотонина ферментом моноаминоксидазой при применении ИМАО, или блокада пресинаптических «тормозных» α₂-гетероадренорецепторов на серотониновых нейронах при применении миртазапина и др.) — считается одним из важных механизмов реализации антидепрессивного действия всех вышеперечисленных соединений, как лекарств, так и пищевых добавок. В дополнение к этому, некоторые антидепрессанты, такие, как тразодон, нефазодон, вилазодон, вортиоксетин — обладают прямым и непосредственным 5-HT₁A-агонистическим действием, что, вероятно, также вносит свой вклад в их антидепрессивную активность, наряду с блокадой обратного захвата моноаминов и другими эффектами.
Также считается, что активация 5-HT₁A-рецепторов и сопряжённое с ней усиление секреции окситоцина, по всей вероятности, играет важную роль в реализации «просоциального» (социализирующего), быстрого антидепрессивного, анксиолитического и эйфоризирующего эффекта агентов, вызывающих выброс серотонина, таких, как МДМА.
Рецепторы подтипа 5-HT₁A в дорсальной части ядер шва ко-локализованы (находятся рядом на одних и тех же клетках) с NK₁-рецепторами (рецепторами к нейрокинину-1, также называемому субстанцией P). Было показано, что 5-HT₁A-рецепторы способны угнетать выделение NK₁ из пептидергических нейронов, а также понижать чувствительность NK₁-рецепторов к их эндогенному лиганду. А уменьшение опосредованной NK₁ нейротрансмиссии, в свою очередь, вторично уменьшает норадренергическую нейротрансмиссию в соответствующих областях мозга. А опосредованная NK₁ нейротрансмиссия принимает участие в регуляции тошноты и рвоты, болевой чувствительности, а также возбуждения и тревоги. В результате, в дополнение к антидепрессивному и анксиолитическому эффектам, активация 5-HT₁A-рецепторов при помощи агонистов приводит также к противорвотному эффекту и анальгетическому эффекту,. Все или часть этих эффектов могут полностью или частично зависеть от угнетения активированными 5-HT₁A-рецепторами опосредованной NK₁ нейропередачи. И наоборот, новейшие NK₁-антагонисты, которые в основном используются в настоящее время как противорвотные средства для лечения тошноты и рвоты при лучевой терапии и химиотерапии злокачественных опухолей, в последнее время исследуются также как потенциальные новые агенты для лечения тревоги и депрессии, а также болевых синдромов.
Показано, что активация 5-HT₁A-рецепторов способна повышать выделение дофамина в медиальной префронтальной коре, стриатуме и гиппокампе. Эти эффекты могут оказаться полезными для улучшения состояния больных с шизофренией и болезнью Паркинсона. Как уже упоминалось выше, некоторые из атипичных антипсихотиков являются парциальными агонистами 5-HT₁A-рецепторов. Было показано, что это свойство повышает их клиническую эффективность при шизофрении, особенно в отношении негативной, когнитивной и депрессивной симптоматики, и повышает их «атипичность» (уменьшает вероятность экстрапирамидных побочных явлений).
Усиление дофаминергической нейротрансмиссии в этих областях мозга может также играть важную роль в реализации антидепрессивного и анксиолитического эффектов, наблюдаемых при активации постсинаптических 5-HT₁A-рецепторов (напрямую, как при применении агонистов 5-HT₁A-рецепторов, или косвенно через повышение уровня серотонина, как при применении антидепрессантов, лития, прекурсоров серотонина).
Вместе с тем сверхстимуляция 5-HT₁A-рецепторов, возникающая при приёме серотонинергических препаратов, ответственна за возникновение редкого, но опасного побочного эффекта — серотонинового синдрома (в частности, таких его проявлений, как гиперактивность, гиперрефлексия и беспокойство).
Было показано, что активация 5-HT₁A-рецепторов может нарушать некоторые функции памяти (это касается как декларативной, так и не-декларативной памяти) и способность к обучению (вследствие нарушения работы механизмов кодирования и хранения новой информации в памяти), за счёт ингибирования высвобождения глутамата и ацетилхолина в различных областях мозга. Возможно, что этот эффект лежит в основе иногда наблюдаемого неблагоприятного влияния антидепрессантов на память. В то же время известно, что активация 5-HT₁A-рецепторов способна улучшать когнитивные функции, ассоциирующиеся с префронтальной корой (и нарушенные при шизофрении и при депрессиях), вероятно, вследствие повышения содержания в префронтальной коре дофамина и ацетилхолина. И напротив, было показано, что антагонисты 5-HT₁A-рецепторов, такие, как лекозотан, способны улучшать определённые аспекты обучаемости и памяти, по крайней мере в опытах на крысах, и, как следствие, в настоящее время изучаются в качестве потенциальных кандидатов на лекарства для лечения болезни Альцгеймера.
Другие наблюдавшиеся в научных исследованиях результаты активации 5-HT₁A-рецепторов включают в себя:
- Уменьшение агрессивности[86][87]
- Повышение социальности и социальной активности[88]
- Уменьшение импульсивности[89]
- Уменьшение влечения к алкоголю и психоактивным веществам[90][91][92]
- Повышение либидо и сексуальной возбудимости[93][94]
- Угнетение эректильной функции[95][96]
- Снижение аппетита[97]
- Пролонгирование латентной фазы до наступления REM-фазы сна[98][99]
- Уменьшение вызываемой опиоидами депрессии дыхания.[100]

### Эндокринные эффекты 5-HT1A-рецептора
Активация 5-HT₁A-рецепторов вызывает секрецию различных гормонов, включая кортизол, АКТГ, окситоцин, пролактин, соматотропин, β-эндорфин. В отличие от 5-HT2-рецепторов, активация 5-HT₁A-рецепторов не оказывает влияния на секрецию вазопрессина или ренина. Предполагается, что секреция окситоцина может привносить свой вклад в просоциальные, антиагрессивные, анксиолитические эффекты, наблюдаемые при активации 5-HT₁A-рецепторов. Секреция β-эндорфина может привносить свой вклад в антидепрессивный, анксиолитический и анальгетический эффекты.

### Ауторецепторы и гетерорецепторы
Рецепторы (в том числе рецепторы подтипа 5-HT₁A) могут находиться на теле клетки, её дендритах, аксонах, а также могут находиться как на пресинаптической, так и на постсинаптической сторонах нервных окончаний и синапсов. Рецепторы, расположенные на теле, аксонах и дендритах, называются соматодендритными. Те, которые расположены на пресинаптической стороне синаптической щели, называют пресинаптическими, а те, которые расположены на постсинаптической стороне — соответственно, постсинаптическими. Рецепторы на пресинаптической стороне, которые чувствительны к тому же самому нейромедиатору, который высвобождается данным нейроном в данную синаптическую щель, называют [пресинаптическими] [тормозными], ауторегуляторными рецепторами (или просто [пресинаптическими] [тормозными] ауторецепторами). Эти пресинаптические ауторецепторы играют роль ключевого компонента в ультракороткой петле отрицательной обратной связи: выделение нейроном того или иного нейромедиатора стимулирует «тормозные» ауторецепторы на нём самом, вследствие чего ингибируется, предотвращается дальнейшее выделение этого нейромедиатора в синапс и/или активируется его обратный захват. Таким образом, стимуляция 5-HT₁A пресинаптических ауторецепторов ингибирует высвобождение серотонина в нервных окончаниях и синапсах. Ситуация осложняется ещё и тем, что пресинаптические (регуляторные) ауторецепторы чувствительнее постсинаптических (эффекторных) рецепторов, к тому же их на пресинаптической стороне больше (их плотность выше), поэтому для их активации достаточно меньшей концентрации серотонина (или другого агониста) в синапсе. Это эффективно ограничивает сверху максимально возможный выброс серотонина пресинаптической клеткой и максимально возможную серотонинергическую стимуляцию постсинаптической клетки в каждом конкретном случае. По этой причине агонисты 5-HT₁A-рецепторов имеют тенденцию к двухфазности кривой «доза-эффект». В малых дозах они преимущественно стимулируют более чувствительные и более обильно представленные пресинаптические 5-HT₁A-ауторецепторы, тем самым уменьшая высвобождение серотонина в синапс и в конечном итоге уменьшая серотонинергическую стимуляцию постсинаптических клеток и в целом серотонинергическую нейропередачу. А в более высоких дозах они ещё сильнее уменьшают выброс эндогенного серотонина (за счёт ещё более сильной активации пресинаптических ауторецепторов, а также за счёт включения других, менее чувствительных и более «длинных» петель обратной связи), но одновременно с этим усиливают активность постсинаптических 5-HT₁A-рецепторов, непосредственно стимулируя их в этих (высоких) концентрациях вместо эндогенного агониста — серотонина. Аналогичную двухфазность проявляют и некоторые антагонисты 5-HT₁A-рецепторов, например пиндолол — в малых дозах они преимущественно блокируют пресинаптические 5-HT₁A тормозные ауторецепторы, усиливая тем самым выброс серотонина в синапс и увеличивая серотонинергическую нейропередачу, а в больших дозах начинают блокировать также и постсинаптические 5-HT₁A-рецепторы, препятствуя действию эндогенного нейромедиатора серотонина и снижая серотонинергическую передачу.
Это опосредованное пресинаптическими тормозными ауторецепторами угнетение высвобождения серотонина в синапс постулировано в качестве одной из главных причин наличия характерной 2-3-недельной задержки проявления терапевтического действия серотонинергических антидепрессантов, таких, как СИОЗС, ТЦА, ИМАО. Пресинаптические ауторецепторы должны сначала в достаточной степени десенситизироваться (подвергнуться даунрегуляции), прежде чем концентрация серотонина в синапсах, во внеклеточном пространстве, сможет сколько-нибудь существенно вырасти под влиянием антидепрессантов. И хотя чувствительность пресинаптических ауторецепторов несколько уменьшается при длительном, хроническом лечении антидепрессантами, они всё равно остаются весьма эффективными ограничителями, предотвращающими значительное повышение концентрации серотонина в синапсах. По этой причине современные исследователи изыскивают антидепрессанты, которые бы сочетали свойства ингибиторов обратного захвата серотонина и антагонистов или парциальных агонистов пресинаптических 5-HT₁A-ауторецепторов (чтобы «выключать» этот мешающий механизм отрицательной обратной связи) и/или агонистов постсинаптических 5-HT₁A-рецепторов (чтобы эффективно обходить этот механизм, непосредственно стимулируя нужные рецепторы). Предполагается, что препараты, сочетающие такие свойства, могут обладать преимуществом в эффективности действия и/или в скорости наступления эффекта, или в частоте некоторых побочных эффектов (например, сексуальных) по сравнению с уже имеющимися антидепрессантами. Примерами таких препаратов являются вилазодон и вортиоксетин.
В отличие от большинства антидепрессантов, которые повышают уровень серотонина в синапсах только при достаточно длительном применении, а в начале терапии его даже снижают из-за срабатывания ауторегуляторных механизмов, серотонин-высвобождающие агенты (СВА), такие, как МДМА и фенфлюрамин, способны обходить серотониновые ауторегуляторные механизмы, такие, как 5-HT₁A-ауторецепторы. Они делают это благодаря прямому действию на механизмы высвобождения серотонина в нейронах, и вызывают выброс серотонина вне зависимости от ингибирования ауторецепторами. Вследствие этого, серотонин-высвобождающие агенты вызывают немедленное и значительно большее, чем при применении антидепрессантов, повышение уровня серотонина в синапсах. По контрасту с СВА, антидепрессанты, будь то СИОЗС, ИМАО или ТЦА, на самом деле в начале терапии обычно понижают уровень серотонина в синапсах из-за включения ауторегуляторных механизмов, и требуют нескольких недель терапии для того, чтобы уровень серотонина начал повышаться, и ещё нескольких недель для того, чтобы уровень серотонина достиг максимально возможного при данной дозе антидепрессанта «плато», и клинический эффект в отношении таких состояний, как депрессия или тревога, проявился в полной мере. По этой причине так называемые «селективные серотонин-высвобождающие агенты» (ССВА), такие, как MDAI и MMAI (модифицированные аналоги или производные МДМА) предложены в качестве возможных новых кандидатов в антидепрессивные лекарства с, вероятно, более быстрым наступлением эффекта и большей клинической эффективностью по сравнению с существующими антидепрессантами.
Достаточно высокие дозы агонистов 5-HT1A-рецепторов также могут эффективно обходить вызываемое пресинаптическими 5-HT₁A-ауторецепторами ингибирование высвобождения серотонина и увеличивать серотонинергическую нейропередачу, непосредственно стимулируя постсинаптические (эффекторные) 5-HT₁A-рецепторы, вместо серотонина. Однако, по контрасту с СВА, агонисты 5-HT₁A-рецепторов не в состоянии обойти ингибирующие эффекты пресинаптических 5-HT₁A-рецепторов, расположенных в качестве гетерорегуляторных рецепторов (гетерорецепторов) в не-серотонинергических синапсах (например, в норадренергических, дофаминергических или глутаматергических), в которых постсинаптических 5-HT₁A-рецепторов нет. В этих синапсах в норме серотонин ингибирует через 5-HT₁A гетерорецепторы высвобождение других медиаторов, таких, как норадреналин, дофамин или глутамат. Агонисты 5-HT₁A-рецепторов делают то же самое вместо серотонина. Клиническое значение этого гетеро-ингибирования неизвестно, однако предполагается, что оно должно ограничивать клиническую эффективность «чистых» 5-HT₁A-агонистов и их применимость в реальной практике (а не в экспериментах на животных) в качестве антидепрессантов. Вероятно, для того, чтобы быть эффективным антидепрессантом, препарат должен, помимо 5-HT₁A-агонистической активности, обладать ещё и другими полезными для антидепрессанта свойствами (например, ингибировать обратный захват моноаминов или быть агонистом либо антагонистом ещё каких-то подтипов серотониновых рецепторов, как вилазодон или вортиоксетин). Вместе с тем, относительно «чистые» 5-HT₁A-агонисты (такие, как буспирон) или средства, обладающие среди прочих свойств 5-HT₁A-агонистической активностью (ряд атипичных антипсихотиков, особенно арипипразол, а также йохимбин, лизурид) могут быть эффективны в качестве адъюванта (дополнения) к традиционным антидепрессантам, для усиления (потенцирования) их действия и/или ускорения наступления эффекта, то есть в качестве потенцирующих агентов (аугментаторов).

## Генетика
Белок рецептора подтипа 5-HT₁A кодируется геном HTR1A. У человека обнаружены несколько вариантов полиморфизма этого гена. Исследование 2007 года перечисляет обнаруженные к тому времени 27 однонуклеотидных полиморфизмов гена HTR1A. Наиболее изученные на сегодня однонуклеотидные полиморфизмы — это C-1019G (rs6295), C-1018G, Ile28Val (rs1799921), Arg219Leu (rs1800044) и Gly22Ser (rs1799920). Некоторые другие изученные однонуклеотидные полиморфизмы — это Pro16Leu, Gly272Asp и синонимичный полиморфизм G294A (rs6294). Эти генетические полиморфизмы подвергались изучению на предмет их возможной связи с психическими заболеваниями, однако чётких и однозначно трактуемых результатов при этом не было получено.

## Взаимодействия рецептора с другими белками
Рецепторы подтипа 5-HT₁A взаимодействуют с BDNF (мозговым нейротрофическим фактором), что может играть существенную роль в их способности регулировать настроение, эмоциональное состояние и уровень тревожности, а также память и когнитивные функции.

## Лиганды
Распределение 5-HT₁A-рецепторов в мозге человека может быть визуализировано при помощи позитронно-эмиссионной томографии с меченым радиоактивным изотопом углерода — углеродом-11 (11C) радиолигандом WAY-100,635.
В частности, в одном из исследований было обнаружено повышенное связывание меченого 11C радиолиганда при ожирении и сахарном диабете 2-го типа. Учитывая, что такое же повышение количества 5-HT₁A-рецепторов (их сенситизация или апрегуляция) обнаруживается при депрессиях и тревожных состояниях, эта находка, возможно, может отчасти объяснять повышенную частоту депрессий и тревожных состояний у больных ожирением или сахарным диабетом 2-го типа, а также повышенную предрасположенность депрессивных и тревожных больных к развитию ожирения и СД 2-го типа. Возможно, в этих состояниях играют роль общие клеточные механизмы. В другом ПЭТ-исследовании была обнаружена отрицательная корреляция между количеством 5-HT₁A-рецепторов в ядрах шва, гиппокампе и коре больших полушарий и сведениями, которые предоставляли добровольцы относительно наличия у них внетелесного или иного «духовного» опыта. Меченый тритием (радиоактивным изотопом водорода — 3H) этот же лиганд WAY-100,635 может также быть использован в ауторадиографическом методе. Показано повышенное количество 5-HT₁A-рецепторов во фронтальной коре больных шизофренией.

### Агонисты

#### Полные
- 8-OH-DPAT[120]
- Алнеспирон[121][122][123]
- Бефирадол.[73][124][125][126][127][128]
- Эптапирон[129][130]
- F-15,599[131][132]
- Лесопитрон[133]
- LY-293,284[134][135]
- Осемозотан[136]
- Репинотан[137][138]
- U-92,016-A[139][140]

#### Парциальные

##### Антидепрессанты
- Тразодон
- Нефазодон
- Вилазодон
- Вортиоксетин

##### Небензодиазепиновые анксиолитики
- Биноспирон
- Буспирон
- Гепирон
- Залоспирон
- Каннабидиол
- Ипсапирон
- Пероспирон
- Тандоспирон
- Тиоспирон

##### Атипичные антипсихотики
- Арипипразол
- Азенапин
- Зипрасидон
- Кветиапин
- Клозапин
- Луразидон
- Оланзапин

##### Типичные антипсихотики
- Галоперидол

##### Гипотензивные препараты
- Урапидил
- Раувольсцин

##### Антимигренозные препараты
- Эрготамин
- Дигидроэрготамин

##### Галлюциногены
- ЛСД
- Псилоцин
- Псилоцибин

##### Эмпатогены
- МДМА

##### Дофаминергические антипаркинсонические препараты
- Лизурид

##### Препараты, улучшающие либидо и сексуальную функцию
- Йохимбин

##### Разные и исследовательские препараты
- 5-карбоксамидотриптамин (5-CT)
- 5-метокситриптамин (5-MT)
- 5-MeO-DMT
- Адатансерин
- Флибансерин
- Альфа-этилтриптамин (αET)
- Альфа-метилтриптамин (αMT)
- Bay R 1531
- Бефирадол
- Буфотенин
- Элтопразин
- Этоперидон
- F-11,461
- F-12,826
- F-13,714
- F-14,679
- Флезиноксан
- Гинкго Билоба[141]
- LY-301,317
- Эбалзотан
- Налузотан
- Пиклозотан
- Саризотан
- NBUMP
- RU-24,969
- S-15,535
- SSR-181,507
- Сунепитрон
- Трифторметилфенилпиперазин
- Ксалипроден
- Лимонен[142]

### Антагонисты

#### β-адреноблокаторы
- Алпренолол[143]
- Цианопиндолол[144]
- Йодоцианопиндолол[145]
- Пиндолол[145]
- Пропранолол[145]
- Окспренолол[146]

#### Антимигренозные препараты
- Метисергид[147]

#### Атипичные антипсихотики
- Рисперидон[148]

#### Типичные антипсихотики
- Спиперон (спироперидол)[149]
- Метитепин[150]

#### Разные и исследовательские препараты
- BMY-7,378[151]
- Дотаризин[152][153]
- Флопропион[154]
- Исамолтан[155][156]
- Лекозотан[157]
- MPPF[158]
- NAN-190[159]
- Пиндобинд[160]
- Робалзотан[161]
- SB-649,915[162]
- Спирамид[163][164][165]
- Спироксатрин[166]
- UH-301[167]
- WAY-100,135[168]
- WAY-100,635[169]
- Ксиламидин[170][171][172]
- Мефвэй[173]

## Для дополнительного чтения
- el Mestikawy S., Fargin A., Raymond J.R., Gozlan H., Hnatowich M. The 5-HT1A receptor: an overview of recent advances (англ.) // Neurochem. Res.[англ.] : journal. — 1991. — Vol. 16, no. 1. — P. 1—10. — doi:10.1007/BF00965820. — PMID 2052135.
- Hensler J.G. Regulation of 5-HT1A receptor function in brain following agonist or antidepressant administration (англ.) // Life Sci.[англ.] : journal. — 2003. — Vol. 72, no. 15. — P. 1665—1682. — doi:10.1016/S0024-3205(02)02482-7. — PMID 12559389.
- Van Oekelen D., Luyten W.H., Leysen J.E. 5-HT2A and 5-HT2C receptors and their atypical regulation properties (англ.) // Life Sci.[англ.] : journal. — 2003. — Vol. 72, no. 22. — P. 2429—2449. — doi:10.1016/S0024-3205(03)00141-3. — PMID 12650852.
- Lesch K.P., Gutknecht L. Focus on The 5-HT1A receptor: emerging role of a gene regulatory variant in psychopathology and pharmacogenetics (англ.) // Int. J. Neuropsychopharmacol.[англ.] : journal. — 2004. — Vol. 7, no. 4. — P. 381—385. — doi:10.1017/S1461145704004845. — PMID 15683551.
- Kalipatnapu S., Chattopadhyay A. Membrane protein solubilization: recent advances and challenges in solubilization of serotonin1A receptors (англ.) // IUBMB Life : journal. — 2005. — Vol. 57, no. 7. — P. 505—512. — doi:10.1080/15216540500167237. — PMID 16081372.
- Varrault A., Bockaert J., Waeber C. Activation of 5-HT1A receptors expressed in NIH-3T3 cells induces focus formation and potentiates EGF effect on DNA synthesis (англ.) // Molecular Biology of the Cell : journal. — 1992. — Vol. 3, no. 9. — P. 961—969. — doi:10.1091/mbc.3.9.961. — PMID 1330092. — PMC 275657.
- Levy F.O., Gudermann T., Perez-Reyes E., Birnbaumer M., Kaumann A.J., Birnbaumer L. Molecular cloning of a human serotonin receptor (S12) with a pharmacological profile resembling that of the 5-HT1D subtype (англ.) // J. Biol. Chem. : journal. — 1992. — Vol. 267, no. 11. — P. 7553—7562. — PMID 1559993.
- Melmer G., Sherrington R., Mankoo B., Kalsi G., Curtis D., Gurling H.M. A cosmid clone for the 5HT1A receptor (HTR1A) reveals a TaqI RFLP that shows tight linkage to dna loci D5S6, D5S39, and D5S76 (англ.) // Genomics : journal. — Academic Press, 1991. — Vol. 11, no. 3. — P. 767—769. — doi:10.1016/0888-7543(91)90088-V. — PMID 1685484.
- Parks C.L., Chang L.S., Shenk T. A polymerase chain reaction mediated by a single primer: cloning of genomic sequences adjacent to a serotonin receptor protein coding region (англ.) // Nucleic Acids Res. : journal. — 1991. — Vol. 19, no. 25. — P. 7155—7160. — doi:10.1093/nar/19.25.7155. — PMID 1766875. — PMC 332551.
- Gilliam T.C., Freimer N.B., Kaufmann C.A., Powchik P.P., Bassett A.S., Bengtsson U., Wasmuth J.J. Deletion mapping of DNA markers to a region of chromosome 5 that cosegregates with schizophrenia (англ.) // Genomics : journal. — Academic Press, 1989. — Vol. 5, no. 4. — P. 940—944. — doi:10.1016/0888-7543(89)90138-9. — PMID 2591972. — PMC 3154173.
- Kobilka B.K., Frielle T., Collins S., Yang-Feng T., Kobilka T.S., Francke U., Lefkowitz R.J., Caron M.G. An intronless gene encoding a potential member of the family of receptors coupled to guanine nucleotide regulatory proteins (англ.) // Nature : journal. — 1987. — Vol. 329, no. 6134. — P. 75—9. — doi:10.1038/329075a0. — PMID 3041227.
- Fargin A., Raymond J.R., Lohse M.J., Kobilka B.K., Caron M.G., Lefkowitz R.J. The genomic clone G-21 which resembles a beta-adrenergic receptor sequence encodes the 5-HT1A receptor (англ.) // Nature : journal. — 1988. — Vol. 335, no. 6188. — P. 358—360. — doi:10.1038/335358a0. — PMID 3138543.
- Nakhai B., Nielsen D.A., Linnoila M., Goldman D. Two naturally occurring amino acid substitutions in the human 5-HT1A receptor: glycine 22 to serine 22 and isoleucine 28 to valine 28 (англ.) // Biochem. Biophys. Res. Commun. : journal. — 1995. — Vol. 210, no. 2. — P. 530—536. — doi:10.1006/bbrc.1995.1692. — PMID 7755630.
- Aune T.M., McGrath K.M., Sarr T., Bombara M.P., Kelley K.A. Expression of 5HT1a receptors on activated human T cells. Regulation of cyclic AMP levels and T cell proliferation by 5-hydroxytryptamine (англ.) // J. Immunol. : journal. — 1993. — Vol. 151, no. 3. — P. 1175—1183. — PMID 8393041.
- Parks C.L., Shenk T. The serotonin 1a receptor gene contains a TATA-less promoter that responds to MAZ and Sp1 (англ.) // J. Biol. Chem. : journal. — 1996. — Vol. 271, no. 8. — P. 4417—4430. — doi:10.1074/jbc.271.8.4417. — PMID 8626793.
- Stockmeier C.A., Shapiro L.A., Dilley G.E., Kolli T.N., Friedman L., Rajkowska G. Increase in serotonin-1A autoreceptors in the midbrain of suicide victims with major depression-postmortem evidence for decreased serotonin activity (англ.) // J. Neurosci.[англ.] : journal. — 1998. — Vol. 18, no. 18. — P. 7394—7401. — PMID 9736659.
- Kawanishi Y., Harada S., Tachikawa H., Okubo T., Shiraishi H. Novel mutations in the promoter and coding region of the human 5-HT1A receptor gene and association analysis in schizophrenia (англ.) // Am. J. Med. Genet.[англ.] : journal. — 1998. — Vol. 81, no. 5. — P. 434—439. — doi:10.1002/(SICI)1096-8628(19980907)81:5<434::AID-AJMG13>3.0.CO;2-D. — PMID 9754630.
- Salim K., Fenton T., Bacha J., Urien-Rodriguez H., Bonnert T., Skynner H.A., Watts E., Kerby J., Heald A., Beer M., McAllister G., Guest P.C. Oligomerization of G-protein-coupled receptors shown by selective co-immunoprecipitation (англ.) // J. Biol. Chem. : journal. — 2002. — Vol. 277, no. 18. — P. 15482—15485. — doi:10.1074/jbc.M201539200. — PMID 11854302.
- Panesar, Kiran. 5-HT1A Receptors in Psychopharmacology. Web Article. Psychopharmacology Institute. Дата обращения: 11 апреля 2013.